# Harmonógrafo

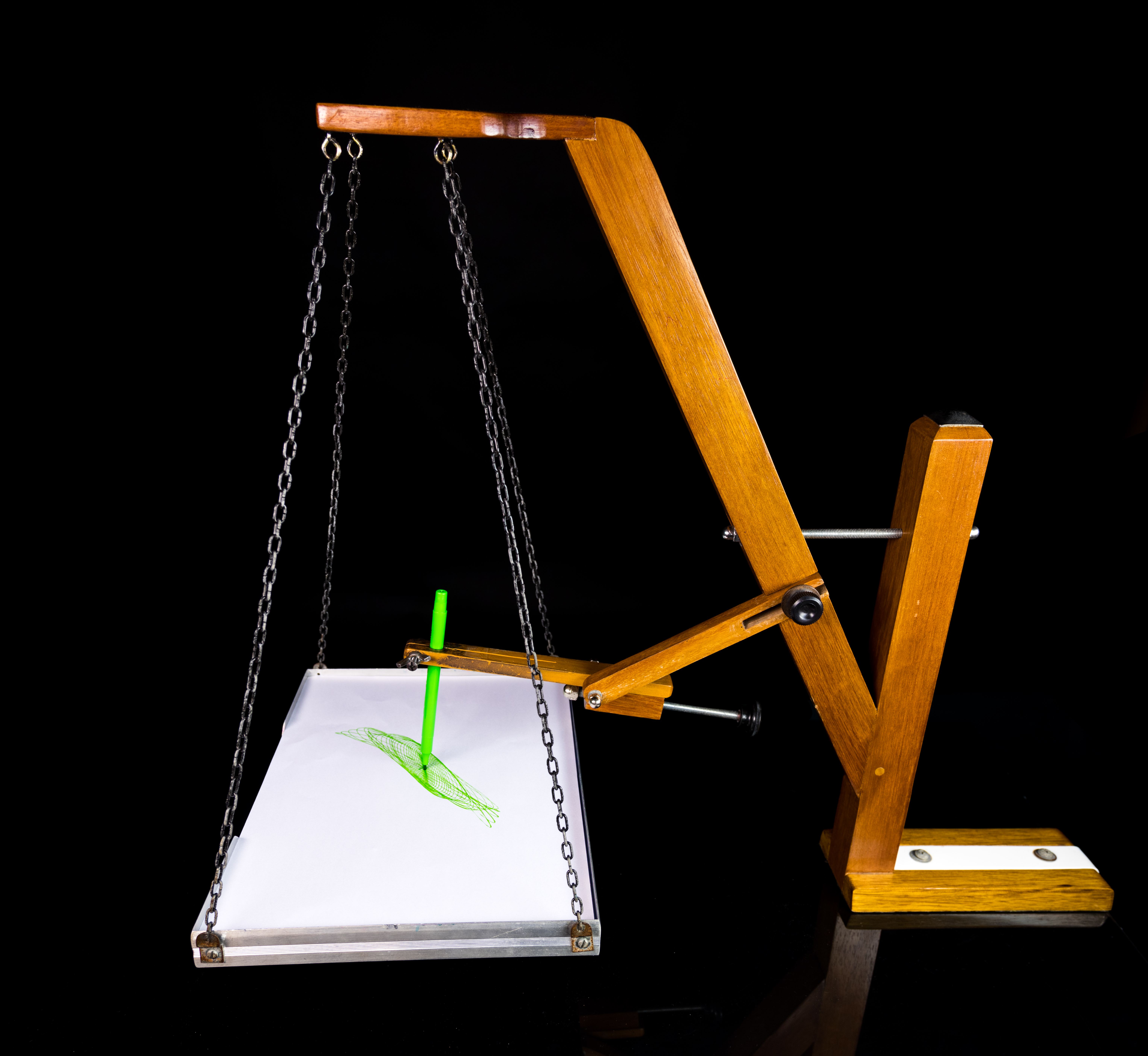
Harmonógrafo

Um harmonógrafo é um aparato mecânico que utiliza pêndulos para criar imagens geométricas. Os desenhos criados normalmente são curvas de Lissajous, ou até mesmo desenhos de maior complexidade. Os dispositivos, que começaram a aparecer em meados do século XIX e alcançaram popularidade por volta de 1890, não podem ser conclusivamente atribuídos a uma única pessoa, embora Hugh Blackburn, um professor de matemática na Universidade de Glasgow, comumente se acredita ser o inventor oficial.
Um harmonógrafo simples, chamado de harmonógrafo "lateral", usa dois pêndulos para controlar o movimento de uma caneta em relação a uma superfície de desenho. Um pêndulo move a caneta para trás e para frente ao longo de um eixo e outro pêndulo move a superfície de desenho para trás e para frente, ao longo de um eixo perpendicular. Variando a freqüência e a fase de pêndulos em relação ao outro, diferentes padrões são criados. Até mesmo um simples harmonógrafo como descrito pode criar elipses, espirais,  figura oito e outras figuras de Lissajous.
Harmonógrafos mais complexos incorporaram três ou mais pêndulos ou conjunto de pêndulos (por exemplo, pendurar um pêndulo fora de outro), ou que envolvam movimento de rotação em que um ou mais pêndulos são montados em balanços para permitir o movimento em qualquer direção.
Um tipo particular de harmonógrafo, um pantógrafo, é baseado no movimento relativo de dois discos rotativos, conforme ilustrado nos links abaixo.

## Pêndulo Blackburn
Um pêndulo Blackburn é um dispositivo para ilustrar um simples movimento harmónico, foi nomeado depois de Hugh Blackburn, que o descreveu em 1844. Este foi discutido pela primeira vez por James Dean em 1815 e analisado matematicamente por Nathaniel Bowditch no mesmo ano. Um bob é suspenso de uma corda que, por sua vez, o trava eu um par de cordas em forma de V, de modo que o pêndulo oscila simultaneamente em duas direções perpendiculares, com diferentes períodos. O bob, consequentemente, segue um caminho semelhante a uma curva de Lissajous; pertence à família de dispositivos mecânicos conhecido como harmonógrafos.
Meados do século XX, livros didáticos de física, por vezes, referem-se a este tipo de pêndulo como um Pêndulo Duplo.

## Figura de um harmonógrafo gerada por um computador
Um harmonógrafo cria seus números usando os movimentos dos pêndulos úmidos. O movimento de um pêndulo umedecido é descrito pela equação
{\displaystyle x(t)=A\sin(tf+p)e^{-dt},\,\!}
em que {\displaystyle f} representa a frequência, {\displaystyle } representa a fase, {\displaystyle } representa a amplitude, {\displaystyle } representa o amortecimento e {\displaystyle } representa o tempo. Se o pêndulo pode mover-se sobre dois eixos (em forma circular ou elíptica), devido ao princípio de superposição, o movimento de uma haste conectada à parte inferior do pêndulo ao longo de um dos eixos, será descrita pela equação
{\displaystyle x(t)=A_{1}\sin(tf_{1}+p_{1})e^{-d_{1}t}+A_{2}\sin(tf_{2}+p_{2})e^{-d_{2}t}.\,\!}
Um típico harmonógrafo tem dois pêndulos que se movem de tal forma, e uma caneta que é movida por duas hastes perpendiculares conectadas a esses pêndulos. Portanto, o caminho da figura do harmonógrafo é descrito pelas equações paramétricas
{\displaystyle x(t)=A_{1}\sin(tf_{1}+p_{1})e^{-d_{1}t}+A_{2}\sin(tf_{2}+p_{2})e^{-d_{2}t},\,\!}
{\displaystyle y(t)=A_{3}\sin(tf_{3}+p_{3})e^{-d_{3}t}+A_{4}\sin(tf_{4}+p_{4})e^{-d_{4}t}.\,\!}
Um programa adequado de computador pode traduzir essas equações em um gráfico que emula um harmonógrafo. Aplicando-se a primeira equação pela segunda vez para cada equação, pode-se emular um movimento em um pedaço de papel (consulte a figura abaixo).

## Galeria

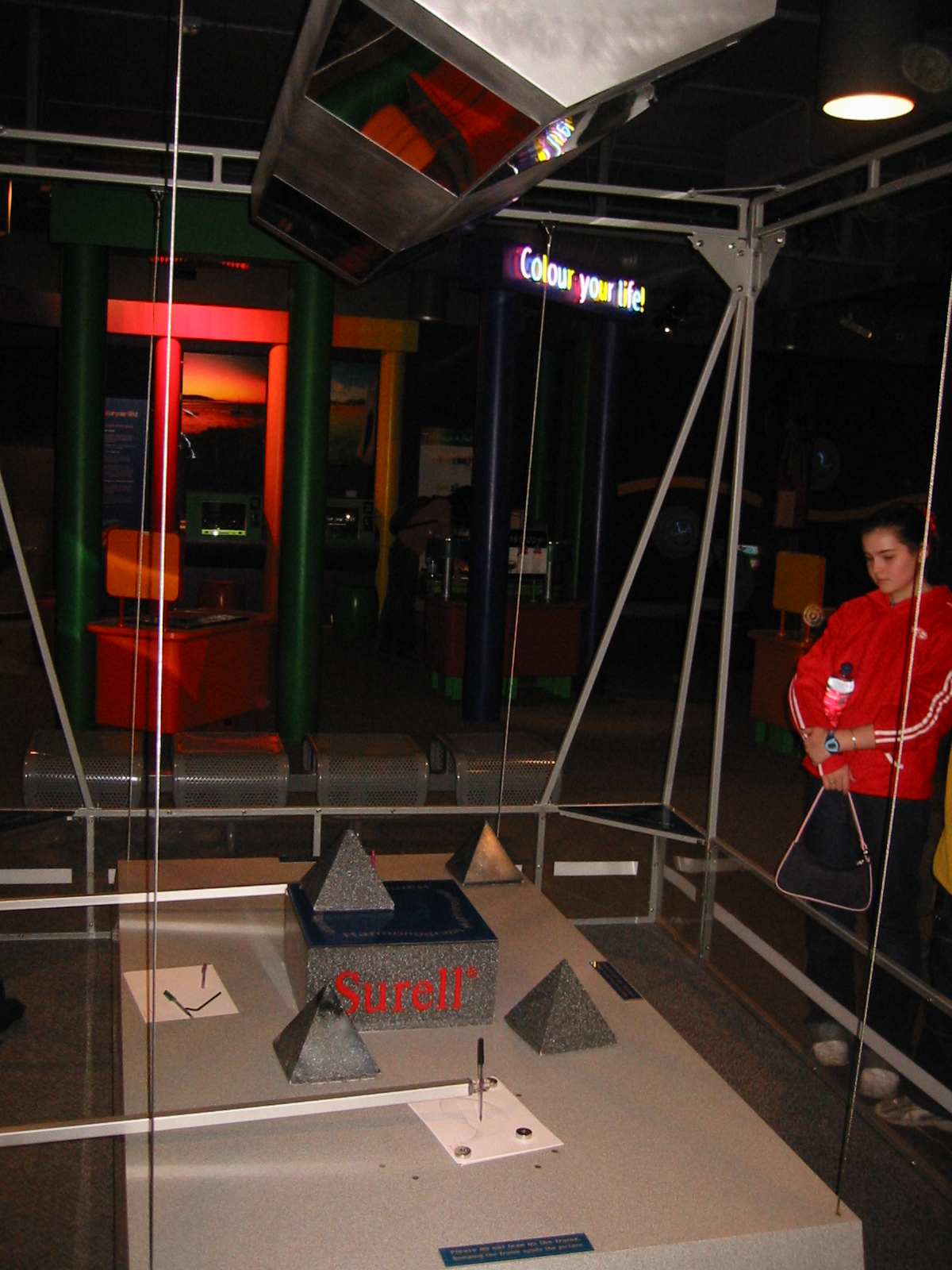
Um harmonógrafo no Questacon em Canberra, Austrália.
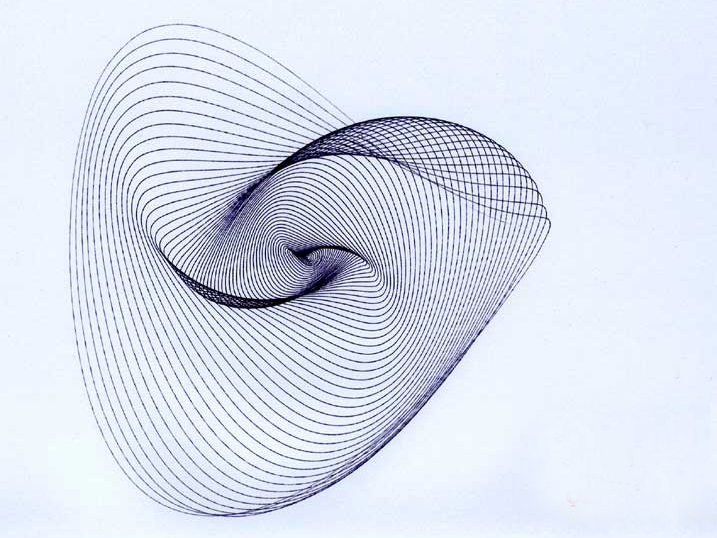
Uma figura produzida por um harmonógrafo
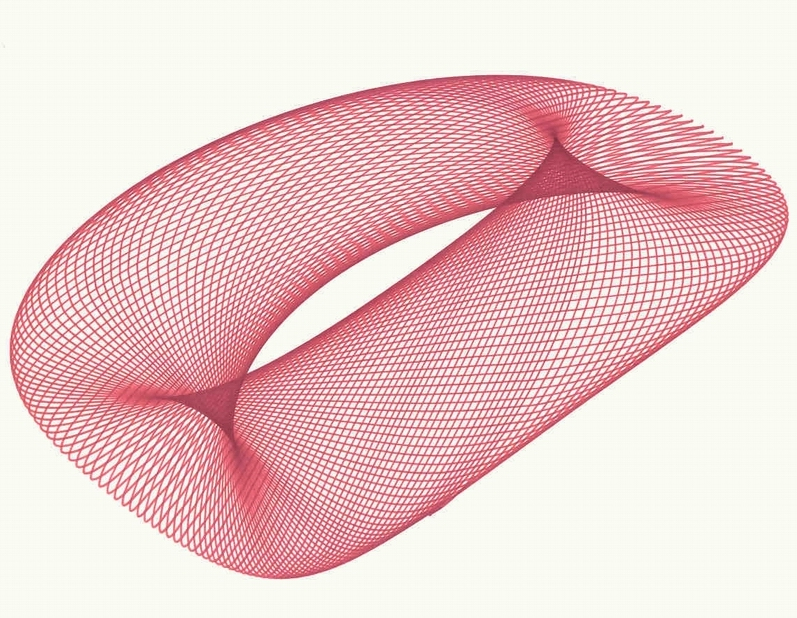
Uma figura produzida por uma pantógrafo.